# Gustave Archambaud
Pour les articles homonymes, voir Archambaud et Archambault.
Gustave Jules Victor Archambaud (ou Archambault), est un officier topographe français.

## Biographie
Jules Victor Gustave Archambaud est né le 20 juillet 1872 à Touvre, Charente, fils de Jean Victor, garde forestier. Après de brillantes études à Angoulême, en octobre 1892, il intègre la 77e promotion (du Siam) de l'École spéciale militaire de Saint-Cyr. En 1894, il est promu sous-lieutenant au 2e régiment d'infanterie de marine à Brest.

Le 20 avril 1895, il embarque à Marseille avec le 13e régiment d'infanterie coloniale, à destination de Majunga, dans l'île de Madagascar. Il participe à l'Expédition de Madagascar au sein de la 2e brigade du général Voyron. Il fait partie de la colonne légère qui prendra Tananarive le 30 septembre 1895. Le général Voyron, commandant supérieur des troupes de Madagascar, le félicite pour "le zèle et l'intelligence dont il a fait preuve dans les missions topographiques qui lui ont été confiées", contribuant ainsi par ses travaux  à l'établissement d'une carte de la région parcourue par la colonne de 1895. Après deux années sur l’île le lieutenant Archambault arrive à Marseille le 23 juin 1897.

En 1897, il part pour l’Afrique Équatoriale avec la Mission Julien, dite « relève Marchand ». En décembre 1898, souffrant d'une fièvre bilieuse hématurique, il ne pourra rejoindre la mission qu'à Ouango, après un parcours de 1 200 km en vapeur et en pirogue. Il rechute et meurt en mai 1899. Enterré à Bessou, ses restes seront transférés dans le cimetière civil de Bangui.

## Postérité
Son nom est donné au poste créé en août 1899 dans le village de Tounia Kankao (sur le Chari) par le capitaine Julien. Fort-Archambault est renommé Sarh le 29 juillet 1972, durant la campagne « d’authenticité » menée par le président tchadien François Tombalbaye.

Une rue d'Angoulême porte le nom de : Rue du Lieutenant Gustave Archambault.

## Sources externes
https://archives.lacharente.fr/registre matricule/Angoulème 1892/image n° 70